# Bob McKinlay
Robert „Bob“ McKinlay (* 10. Oktober 1932 in Lochgelly; † August 2002 in West Bridgford) war ein schottischer Fußballspieler.

## Karriere
Bob McKinlay begann seine Karriere beim schottischen Amateurverein Bowhill Rovers und schloss sich im Jahr 1951 dem englischen Verein Nottingham Forest an, der soeben in die Football League Second Division aufgestiegen war. Unter Cheftrainer Billy Walker verbrachte der Abwehrspieler die folgenden sechs Spielzeiten mit Forest in der damals zweithöchsten Spielklasse. In der Saison 1956/57 gelang als Zweitplatzierter der Aufstieg in die Football League First Division. Die folgende Spielzeit wurde auf dem zehnten Schlussrang abgeschlossen und der Klassenerhalt sichergestellt. Auch im Folgejahr belegte McKinley mit dem Verein einen sicheren Mittelfeldrang und konnte dabei im FA Cup, dem bedeutendsten englischen Pokalwettbewerb, einen Erfolg aufweisen. Nachdem er mit der Mannschaft zur dritten Runde in den Wettbewerb eingestiegen war, wurden in den folgenden zwei Runden Tooting & Mitcham United und Grimsby Town besiegt. Die ersten beiden Partien gegen den Fünftrunden-Gegner Birmingham City endeten jeweils mit einem 1:1-Unentschieden. Schließlich entschieden die Reds die entscheidende dritte Begegnung mit 5:0 für sich. Nach zwei weiteren Siegen qualifizierte sich die Mannschaft für das Endspiel des Pokalwettbewerbs. Mit einem 2:1-Sieg gegen Luton Town wurde die Trophäe errungen.
Er nahm zur Saison 1961/62 mit dem Messestädte-Pokal erstmals in der Vereinsgeschichte mit Forest an einem europäischen Pokalwettbewerb teil, scheiterte jedoch bereits in der ersten Runde gegen den späteren Gewinner FC Valencia. Auch die zweite Teilnahme 1967/68 endete mit einem Ausscheiden in der zweiten Runde gegen den FC Zürich frühzeitig. Sein größter Erfolg in der englischen Meisterschaft gelang ihm mit dem Verein in der Spielzeit 1966/67, als diese auf dem zweiten Rang hinter Manchester United abgeschlossen wurde. 1969 beendete er seine Laufbahn.
Mit insgesamt 685 Pflichtspieleinsätzen für Nottingham Forest, davon 614 in Ligaspielen, ist Kinlay Rekordspieler des Vereins. In Erinnerung blieb er dabei vor allem durch seine beständigen und als „elegant“ beschriebenen Darbietungen in der Innenverteidigung, wobei speziell das effektive Zusammenspiel mit dem Waliser Terry Hennessey hervorgehoben wurde. Kinlay galt als „Gentleman“ auf dem Platz und verpasste nur selten eine Partie. Im August 2002 starb er im Alter von 69 Jahren.